# Урочище Каштелянка
Уро́чище Каштеля́нка — ботанічний заказник місцевого значення в Україні. Розташований між селами Дуплиська і Блищанка Чортківського району Тернопільської області, у кв. 50-52 Заліщицького лісництва Чортківського держлісгоспу, в межах лісового урочища «Каштелянка».
Площа — 153 га. Створений відповідно до рішення Тернопільської обласної ради від 18 березня 1994 року. Перебуває у віданні Тернопільського обласного управління лісового господарства.
Під охороною — урочище з ділянками дубово-грабових лісів. Трав'яний покрив дібровного типу. Особливо цінні — любка дволиста, лілія лісова — рослини, занесені до Червоної книги України, аконіт молдавський, занесений до Переліку рідкісних, і таких, що перебувають на межі зникнення, видів рослинного світу на території Тернопільської області, а також інші рослини.